# Non ho più paura
Non ho più paura è un libro di Francesca Russo e Simone Santi, una cronaca scritta da una famiglia di italiani residenti a Cartagine che fa rivivere i 30 giorni che nel corso del 2011 hanno dato il via ad un cambiamento totalmente inaspettato della Tunisia.
Edito da Gremese, il libro è un'opera prima.
Libro di cronaca, tenta di spiegare in che modo il 17 dicembre 2010 il gesto di un giovane e povero ambulante tunisino, Mohamed Bouazizi, venditore di frutta ed ortaggi nella città di Sidi Bouzid, immolatosi dandosi fuoco rivendicare la propria dignità e per protestare contro i soprusi ed il pizzo che era costretto a pagare alla polizia, rappresenti la miccia che, coinvolgendo un intero popolo ed abbattendo il “muro della paura”, dà il via ad un cambiamento che nel giro di qualche mese divamperà nell'intera regione nord africana conducendo alla Primavera Araba.

## Trama
Il libro confuta la tesi, predominante in Italia, secondo la quale alla base della rivolta della Primavera Araba vi fosse prevalentemente un problema di sussistenza (nel 2011 i media italiani parlavano di una rivolta del pane).

Gli autori danno voce a esponenti autorevoli del mondo intellettuale tunisino così come a persone comuni che sostengono infatti che alla base della esplosione della protesta tunisina vi sia stata l'impossibilità da parte del popolo (donne e uomini comuni: giovani, studenti, operai, artisti) di qualsiasi forma di espressione. Una sottomissione ad un regime che voleva mantenere il popolo in una condizione di isolamento e silenzio che ha invece avuto l'effetto di rendere donne ed uomini capaci di prendere coraggio, dire "basta" ed innescare una trasformazione che, pur con contraddizioni, continua ancora oggi.
(Lina Ben Mhenni, A tunisian girl. 19 dicembre 2010)
(Lina Ben Mhenni, A tunisian girl. 25 dicembre 2010)
A partire da una descrizione della situazione sociale tunisina prima della vittoria della rivoluzione, contraddistinta dall'arroganza e dalla agiatezza nella quale viveva la famiglia del presidente Ben Ali, il libro pennella un quadro fatto di gravi limitazioni dei diritti civili e di espressione, di corruzione di dirigenti e funzionari pubblici, di angherie e di soprusi ai danni della popolazione tunisina.

Il quadro di insieme della Tunisia dei 30 anni precedenti la rivolta del 14 gennaio 2011 fa comprendere come sia potuta esplodere la rivolta di chi, dopo il 17 dicembre 2010 (per i tunisini la vera data della rivoluzione) con grande orgoglio e coraggio, è sceso in piazza al grido “A pane e acqua, ma senza Ben Ali!”.
Il racconto è costruito a partire da centinaia di lettere, messaggi e commenti che i tunisini si scambiavano su Facebook ai tempi della rivolta e su lunghe interviste e chiacchierate fatte dagli Autori ai protagonisti della rivoluzione, studenti e blogger in primis, ma anche registi ed attivisti. Il libro oltre ad offrire una prospettiva diversa sui trenta giorni della Rivoluzione Tunisina, permette anche di ragionare sulla importanza e l'impatto sociale delle nuove tecniche di comunicazione (YouTube, gli sms, Facebook, Twitter ed i flash mob)
che, nei giorni della rivolta, si trasformano in una piazza virtuale in cui esprimere il proprio dissenso.

Proprio nelle prime pagine del libro si ricorda infatti come nella Tunisia di Ben Ali ai cittadini, per motivi di censura, fosse impedito l'accesso a YouTube e comparisse un messaggio “errore 404” ogni qualvolta un utente tentava di accedervi. Paradossalmente la rivolta porterà alla luce un mondo di giovani abituati a comunicare il loro dissenso attraverso il Web, utilizzando al meglio i vari social network.

È stato grazie a questi migliaia di giovani impegnati a diffondere e rafforzare il tam tam di notizie per raggiungere più persone possibili che le bacheche dei vari Facebook e Twitter in quei giorni risultarono colme di racconti ed immagini di cortei, manifestazioni, esercito, polizia, spari, sangue, paura ma anche di tanti gesti di eroismo, solidarietà e coraggio.
(Simone Santi. Console onorario del Mozambico)
Il libro si conclude con le parole di Samia, donna di 70 anni, che nella sua vita ha avuto modo di conoscere i grandi eventi della storia tunisina, dalla lotta all'indipendenza alla caduta di Ben Ali: “Dopo la rivoluzione, dopo i cecchini di Ben Ali, dopo aver superato la guerra tra esercito e polizia, dopo anni in cui mia figlia rischiava la galera per il suo impegno a tutela dei diritti umani, dopo aver temuto che mio figlio perdesse la vita mentre difendeva il vicinato nei comitati spontanei di difesa, non c'è nulla che possa farmi più paura”

## Curiosità
Gli autori del libro, unitamente ad alcuni amici interessati alla Tunisia ed al suo tessuto sociale, si sono riuniti nella gestione di un blog che prende il nome di “Gli Italiani di Cartagine”. Si tratta del soprannome dato agli amici italiani dai vicini tunisini nelle giornate in cui il popolo tunisino proteggeva se stesso e chiunque fosse loro vicino, dalle milizie di Ben Ali. Il blog è ancora oggi uno spazio utilizzato per raccontare la "nuova" Tunisia attraverso gli occhi di un gruppo di amici italiani impegnati sulle due sponde del mediterraneo.

## Edizioni
- Francesca Russo e Simone Santi, Non ho più paura, Gremese, 2011.